# Laguneta Achiotes
A Laguneta Achiotes é um lago localizado na Guatemala. Localiza-se no departamento de Jalapa (Guatemala), município de Jalapa.